# Smyriodes notodontaria
Smyriodes notodontaria là một loài bướm đêm trong họ Geometridae.